# کوژلیتسه (شهرستان زگوژلتس)
کوژلیتسه (به لهستانی:  Koźlice) یک روستا در لهستان است که در گمینا زگوژلتس واقع شده‌است.
 کوژلیتسه  ۲۰۸ نفر جمعیت دارد.